# Vermont, Illinois
Vermont är en ort i Fulton County i delstaten Illinois, USA.